# Itaguajé
Itaguajé é um município brasileiro da região noroeste do estado do Paraná.

## História
Em 14 de novembro de 1951, a lei estadual nº 790 elevou o distrito de Santo Inácio à condição de município, e o Patrimônio de Boa Esperança, à condição de distrito administrativo desse novo município, situação que se manteve até 26 de novembro de 1954, quando a lei estadual nº 253 alterou o nome de Boa Esperança para Itaguajé e o elevou à categoria de município autônomo, desmembrando-o de Santo Inácio.

## Hidrografia
- Rio Paranapanema
- Rio Pirapó
- Usina Hidrelétrica de Taquaruçu